# John Bagni
John Bagni (24 de diciembre de 1910 - 13 de febrero de 1954)  fue un actor y escritor estadounidense de radio y televisión.
Trabajó a menudo con su esposa Gwen Bagni. Sus colaboraciones incluyeron guiones para Douglas Fairbanks Presents.

## Filmografía
| Año  | Título                          | Role                        | Notas                                     |
| ---- | ------------------------------- | --------------------------- | ----------------------------------------- |
| 1936 | Flash Gordon                    | Hawkman Throne Room Guard   | Serial, Sin acreditar                     |
| 1937 | Blake of Scotland Yard          | Cafe Waiter                 | Serial, [Chs. 1–3, 10, 14], Sin acreditar |
| 1937 | Windjammer                      | Reporter                    | Sin acreditar                             |
| 1939 | Honeymoon in Bali               | Cab Driver on Bali          | Sin acreditar                             |
| 1939 | Calling All Marines             | Zikas                       | Sin acreditar                             |
| 1940 | I Take This Woman               | Marx - an Intern            | (scenes deleted)                          |
| 1940 | Drums of Fu Manchu              | Dangra - Spy at Fort        | Serial, [Ch.8], Sin acreditar             |
| 1940 | King of the Royal Mounted       | Higgins, Cabin Henchman     | Serial, [Ch. 7], Sin acreditar            |
| 1940 | Mysterious Doctor Satan         | Gray - Pick-up Thug         | Serial, [Chs. 14-15], Sin acreditar       |
| 1941 | Adventures of Captain Marvel    | Cowan - Henchman            | Serial, [Ch. 2-10]                        |
| 1941 | Mutiny in the Arctic            | Loma                        |                                           |
| 1941 | Aloma of the South Seas         | Native                      | Sin acreditar                             |
| 1941 | King of the Texas Rangers       | Slater - Henchman           | Serial, (Ch. 10), Sin acreditar           |
| 1941 | New York Town                   | The Dip                     | Sin acreditar                             |
| 1941 | Bombay Clipper                  | Paul, the Purser            |                                           |
| 1941 | Dick Tracy vs. Crime, Inc.      | Pete                        | Serial, Sin acreditar                     |
| 1942 | Junior G-Men of the Air         | Henchman Augar              | Serial                                    |
| 1942 | The Tuttles of Tahiti           | Ben                         | Sin acreditar                             |
| 1942 | Perils of Nyoka                 | Ben Ali                     | Serial, [Ch. 1]                           |
| 1942 | Mug Town                        | Detective #2                | Sin acreditar                             |
| 1943 | Adventures of the Flying Cadets | Heinrichs - Nazi Mine Guard | Serial, [Chs. 7-10], Sin acreditar        |
| 1943 | The North Star                  | Guard at Desk               | Sin acreditar                             |
| 1943 | The Phantom                     | Moku                        | Serial, Sin acreditar                     |
| 1944 | Captain America                 | Monk                        | Serial                                    |
| 1944 | Passage to Marseille            | Seaman                      | Sin acreditar                             |
| 1944 | Cobra Woman                     | Native                      | Sin acreditar                             |
| 1944 | Meet the People                 | Tough Workman               | Sin acreditar                             |
| 1944 | The Desert Hawk                 | Brother of the Sword        | Serial, Sin acreditar                     |
| 1944 | My Buddy                        | First Mobster               | Sin acreditar                             |
| 1945 | Counter-Attack                  | Paratrooper                 | Sin acreditar                             |
| 1945 | A Bell for Adano                | Priest                      | Sin acreditar                             |
| 1946 | The Phantom Thief               | Shill                       | Sin acreditar                             |
| 1946 | Heldorado                       | Johnny - Driscoll Henchman  |                                           |
| 1947 | The Pretender                   | Hank Gordon                 |                                           |
| 1947 | The Foxes of Harrow             | Crew Member                 | Sin acreditar                             |
| 1947 | The Senator Was Indiscreet      | Italian Waiter              | Sin acreditar                             |
| 1948 | Devil's Cargo                   | Ofiicer Bob                 |                                           |
| 1948 | Casbah                          | Inspector                   | Sin acreditar                             |
| 1948 | Speed to Spare                  | Truck Driver                | Sin acreditar                             |
| 1948 | The Far Frontier                | Smuggled Criminal           |                                           |
| 1950 | Captain China                   | Sparks                      |                                           |
| 1950 | Black Hand                      | Footpad                     | Sin acreditar                             |

## Guion seleccionado
- Four Star Playhouse (1952-1954)